# Inscriptie

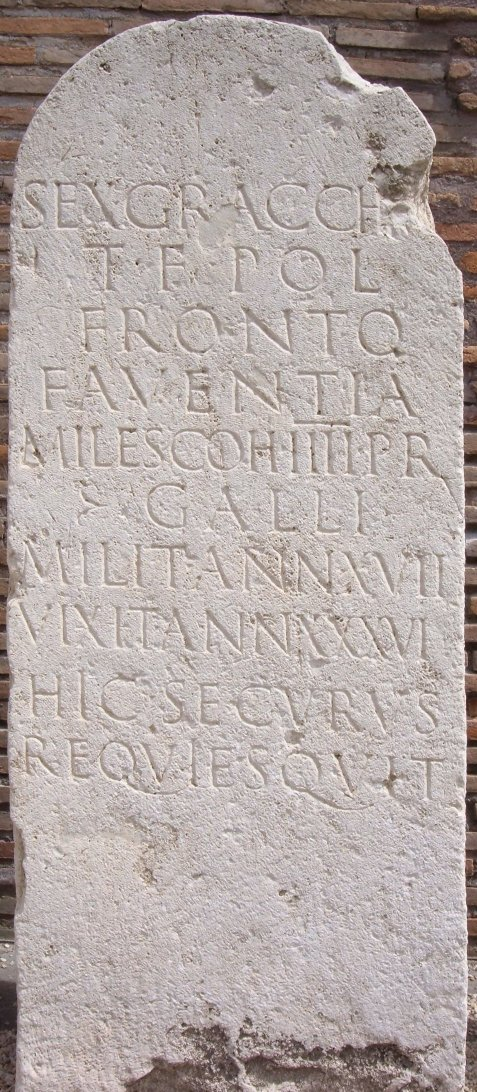
Voorbeeld van een inscriptie: Graf van Sextus Gracchius Fronto (Museo Epigrafico, Rome)

Een inscriptie bestaat uit woorden of letters geschreven, gegraveerd, geschilderd, of op een andere manier aangebracht op een oppervlak. Ze kunnen zowel heel klein als monumentaal zijn. Teksten op munten en monumentale inkervingen op gebouwen worden door historici beide beschouwd als inscripties.
Het woord inscriptie is afgeleid van het Latijnse werkwoord scribere (schrijven), dat scripsi (ik heb geschreven) als perfectum heeft.
De studie van inscripties heet epigrafie.

## Inscriptietypes
- Abecedarium
- Chronogram
- Epitaaf of grafschrift
- Epigraaf
- Ex libris
- Initiaal
- Memento mori
- Monumentale inscriptie
- Runensteen

## Enkele bekende inscripties
- Steen van Rosetta
- Behistuninscriptie
- Koperplaatinscriptie van Laguna
- Shugborough huis-inscriptie
- Inscriptie van Abercius
- Pre-islamitische Arabische inscripties
- Orkhoninscripties
- Foruminscriptie
- Duenos-inscriptie
- Bryggeninscriptie
- Bitola-inscriptie
- Inscriptie van Canggal
- Inscriptie van Śivagŗha
- Steen van Calcutta
- Ekroninscriptie
- Inscripties van Sefire
- Siloaminscriptie

Het Corpus Inscriptionum Latinarum (CIL) is een voorbeeld van een poging van geleerden (in het bijzonder Theodor Mommsen) om alle ons bekende inscripties voor één taal (hier het Latijn) op een gestructureerde manier uit te geven.